# Шмагун Іван Петрович
Іван Петрович Шмагун (28 жовтня 1914, Липляни — 7 січня 1987, Ялта) — український радянський і російський радянський скульптор; член Спілки радянських художників України з 1970 року. Заслужений художник РРФСР з 1966 року.

## Біографія
Народився 28 жовтня 1914 року в селі Липлянах (нині Коростенський район Житомирської області, Україна). 1932 року у Ленінграді вступив до школи фабрично-заводського навчання на заводі
«Пролетарський», де навчався спеціальності працівника котельні-ремонтника; ходив у вечірні класи школи робітничої молоді, відвідував образотворчий гурток при заводському Будинку культури.
1936 року призваний до Червоної армії. Служив в місті Пушкіні, був художником-оформлювачем при клубі. Після закінчення служби працював в Сталінграді на заводі «Барикади», протягом трьох років займався в образотворчій студії при Будинку культури заводу.
На початку німецько-радянської війни покликаний на фронт, служив зв'язківцем 661 окремого батальйону зв'язку 6-ї армії. Нагороджений орденом Вітчизняної війни II ступеня (6 квітня 1985). Після закінчення війни перебував в Ростоку.
1945 року направлений до Краснодару, де навчався в художньому училищі і працював в товаристві «Красхудожник». У березні 1970 року переїхав до Ялти, де працював у місцевому відділенні Художнього фонду Української РСР. Мешкав у Ялті в будинку на вулиці Кірова, № 92, квартира № 22. Помер у Ялті 7 січня 1987 року.

## Творчість
Працював у галузях монументальної і станкової скульптури, створював мозаїки. Використовував граніт, чавун, бронзу, бетон. Серед робіт:
станкова скульптура
- «Тарас Бульба» (1953);
- «Паганіні» (1955);
- «Максим Горький на Волзі» (1957);
- «Нова пісня» (1977);
- «Космонавт» (1980);
- «Переможець» (1983);
- «Чабан» (1985).

монументальні роботи
- «Максим Горький» у Тюмені (1958);

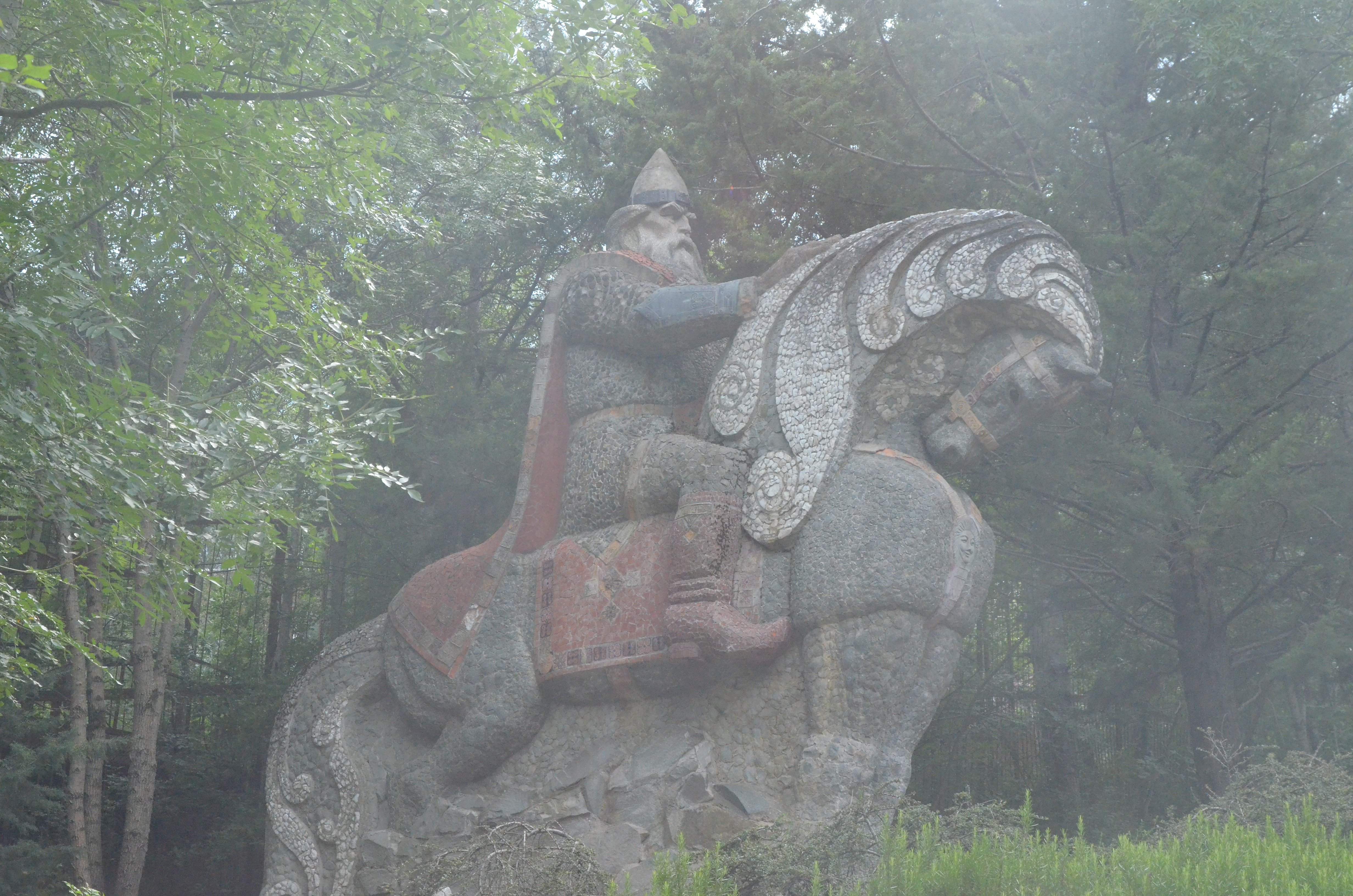
«Святогор».

- «Нескоренним» у Новоросійську (1959);
- «Майбутні космонавти» в Анапі (1965);
- «Аврора» у Крснодарі (1967; звання: заслужений художник РРФСР[3]);
- ансамбль пам'яті загиблим воїнам у Краснодарському краї (1969; у співавторстві);
- «Святогор» у Ялтинському музеї «Поляна казок» (1971);
- «Максим Горький» у Чебоксарах (1984)[5].